# Lista de episódios de Tokyo Ghoul
Esta é a lista de episódios de Tokyo Ghoul. Os episódios foram produzidos pelo Studio Pierrot, e exibidos no canal Tokyo MX entre julho e setembro de 2014. A segunda temporada, intitulada Tokyo Ghoul √A, foi exibida de 8 de janeiro de 2015 até 26 de março de 2015. A terceira temporada, intitulada Tokyo Ghoul :re começou a ser exibida dia 3 de abril de 2018 e continua com exibição inédita semanal. O Studio Pierrot também produziu um OVA do anime intitulado Tokyo Ghoul: JACK, juntamente com uma adaptação da light novel Tokyo Ghoul: Hibi intitulada Tokyo Ghoul: PINTO.

## Lista de episódios

### Tokyo Ghoul
| Nº | Título                       | Exibição original      | Referências |
| --- | ---------------------------- | ---------------------- | ----------- |
| 1 | "Tragédia" "Higeki (悲劇)"   | 4 de julho de 2014     | [ 1 ]       |
| Ken Kaneki é um jovem estudante que faz amizade com a bela e enigmática Rize Kamishiro, inconsciente de que ela é uma ghoul. Rize revela suas intenções de devorar Kaneki, mas por um golpe de sorte, Kaneki sobrevive ao ataque, porém, acaba sendo mortalmente ferido no processo. Ele é salvo por uma operação cirúrgica de emergência, na qual recebe um transplante dos órgãos de Rize. Posteriormente, isso o transforma em um híbrido de humano e ghoul. Kaneki luta para sobreviver e lidar com sua nova vida sozinho. |                              |                        |             |
| 2 | "Incubação" "Fuka (孵化)"    | 11 de julho de 2014    | [ 1 ]       |
| Kaneki, sem sucesso, se esforça para se adaptar à sua nova natureza, até que outro ghoul, Nishiki Nishio, tente se vingar de seu amigo, Hideyoshi Nagachika, e ele deve lutar para protegê-lo. |                              |                        |             |
| 3 | "Pombo" "Shirohato (白鳩)"   | 18 de julho de 2014    | [ 1 ]       |
| Depois de salvar seu amigo, Kaneki é levado até o Yoshimura, um ghoul que dirige a Cafeteria "Anteiku", que o ensina a misturar-se na sociedade humana enquanto esconde sua verdadeira natureza. No entanto, ele é intimidado por outro ghoul chamado Touka. |                              |                        |             |
| 4 | "Jantar" "Bansan (晩餐)"     | 25 de julho de 2014    | [ 1 ]       |
| Um ghoul chamado Tsukiyama se aproxima de Kaneki com intenções desconhecidas e os dois começam a sair. No entanto, Tsukiyama preparou uma armadilha mortal onde Kaneki deve ser morto e comido. Kaneki encontra-se em uma arena que enfrenta um gigante executor de ghouls, Taro, mas Tsukiyama intervém e mata Taro uma vez que ele deseja Kaneki para si mesmo. |                              |                        |             |
| 5 | "Cicatrizes" "Zankon (残痕)" | 1 de agosto de 2014    | [ 1 ]       |
| Com o intuito de devorar Kaneki, Tsukiyama prepara outra armadilha, usando a namorada humana de Nishio, Nishino Kimi, como refém. Kaneki confronta Tsukiyama com o auxílio de Nishio seguido por Touka. Eles não são parecidos com Tsukiyama, pois seu kagune não é tão poderoso devido ao fato deles não consumirem muita carne humana, então Kaneki se oferece para que Touka que o morde, restaurando seu kagune. |                              |                        |             |
| 6 | "Tempestade" "Shūu (驟雨)"   | 8 de agosto de 2014    | [ 1 ]       |
| Tsukiyama é derrotado por Touka com a ajuda de Kaneki e Nishio. Enquanto isso, os evetos recentes ocorridos no 20º distrito chamam a atenção da Comissão de Contra-Medidas Ghoul (CCG), que envia dois de seus investigadores, Kureo Mado e Kōtarō Amon para caçar todos os ghouls na área. Eles encontram o pai de Hinami, Fueguchi, e o matam. E então, usam o sangue de Fueguchi para atrair mais ghouls e aprisionar Hinami e sua mãe, Ryouko. |                              |                        |             |
| 7 | "Cativeiro" "Yūshū (幽囚)"   | 15 de agosto de 2014   | [ 1 ]       |
| A mãe de Hinami, Ryouka, é morta por Mado. Touka fica bastante irritada e sedenta por vingança ataca alguns membros da CCG. Ela mata Kusaba e ataca Amon, mas Mado intervém, usando seu quinque de kagune e deixa Touka ferida. Kaneki diz a Touka que ele também quer lutar contra os investigadores de ghouls e recebe a sua máscara feita pelo Uta. |                              |                        |             |
| 8 | "Circular" "Enkan (円環)"    | 22 de agosto de 2014   | [ 1 ]       |
| Mado atrai Hinami para uma armadilha, mas ela é rastreada por Kaneki e Touka. Touka ataca Mado enquanto Kaneki confronta Amon. Durante a briga com Amon, Kaneki percebe que ele é o único que entende a situação dos humanos e dos ghouls. Kaneki morde Amon, liberando seu kagune, mas depois diz a Amon para que escape, para sua surpresa. Enquanto isso, Mado luta com Touka, ele revela que os quinques utilizados pela CCG são feitos a partir do kagune de ghouls mortos. Hinami finalmente usa seu kagune para salvar Touka e fere Mado mortalmente, mas se recusa a matá-lo. Sentindo a relutância de Hinami e percebendo que não poderia deixá-lo vivo, Touka põe fim a vida de Mado. |                              |                        |             |
| 9 | "Gaiola" "Torikago (鳥籠)"   | 29 de agosto de 2014   | [ 1 ]       |
| Amon recorda seus primeiros dias no CCG quando foi designado para ser o parceiro do investigador Mado. Enquanto isso, Touka e Kaneki começam a cuidar de Hinami em um alojamento acima da cafeteria. Ainda de luto pela perda de seu parceiro, Amon é transferido para o 11º distrito, onde a GCC possui diversos problemas para enfrentar ghouls perigosos que não os temem. |                              |                        |             |
| 10 | "Aogiri (青桐)"              | 5 de setembro de 2014  | [ 1 ]       |
| No 11º distrito, um grupo de ghouls conhecidos como "Aogiri Tree" atacam uma filial da CCG e matam todos os investigadores, preocupando Yoshimura e Yomo. Banjou Kazuichi do 11º distrito vem até a cafeteria procurando por Rize, então o irmão de Touka, Ayato, chega, e depois Yamori, que espanca brutalmente Kaneki e o sequestra. Enquanto a CCG planeja um ataque contra a Aogiri Tree, Touka, Nishio e Hinami se preparam para resgatar Kaneki. |                              |                        |             |
| 11 | "Euforia" "Shōten (衝天)"    | 12 de setembro de 2014 | [ 1 ]       |
| Kaneki é torturado sem piedade por Jason, e a CCG ataca o esconderijo da Aogiri Tree. Enquanto isso, o grupo da Anteiku infiltra-se no prédio para resgatar Kaneki. A CCG ganha vantagem, mas é então confrontada pela Coruja de Um Olho. |                              |                        |             |
| 12 | "Ghoul" "Kushu (喰種)"       | 19 de setembro de 2014 | [ 1 ]       |
| Durante as torturas físicas e mentais que sofre nas mãos de Jason, o cabelo de Kaneki torna-se branco e ele tem uma série de visões da Rize. Eventualmente, ele aceita sua metade ghoul e luta contra o Jason. |                              |                        |             |

### Tokyo Ghoul 2nd (Tokyo Ghoul A)
| Nº | Título                                    | Exibição original       | Referências |
| --- | ----------------------------------------- | ----------------------- | ----------- |
| 1 | "Nova Onda" "Shin Kō (新洸))"             | 9 de janeiro de 2015    | [ 2 ]       |
| Uma grande batalha ocorre entre a CCG e a Aogiri liderada pela Coruja de Um Olho. Shinohara e Iwa lutam com a Coruja de Um Olho utilizando suas novas armaduras de quinques chamadas aratas, mas não conseguem derrotá-lo. À medida que o edifício colapsa, a CCG perde cerca da metade de suas tropas e suspeita que tudo era uma armadilha. Enquanto isso, Touka luta com seu irmão Ayato, mas ela fica gravemente ferida e é salva por Kaneki. Para sua surpresa, Kaneki deixa o grupo da Anteiku para se juntar à Aogiri Tree. |                                           |                         |             |
| 2 | "Dança das Flores" "Maika (舞花)"         | 16 de janeiro de 2015   | [ 2 ]       |
| O 9ª e 10ª distritos estão tomados pela Aogiri, aparentemente liderado por um ghoul com um tapa-olho. Enquanto isso, a filha de Mado, Akira, é designada para se tornar a nova parceira de Amon. Ela sugere que uma organização ghoul está no controle do 20º distrito, mas também causa certo atrito entre os investigadores por causa de suas maneiras abruptas. Kaneki se junta ao Aogiri. |                                           |                         |             |
| 3 | "Carrasco" "Tsu hito (吊人)"              | 23 de janeiro de 2015   | [ 2 ]       |
| Kaneki e Ayato lideram um ataque da Aogiri em um comboio da CCG para resgatar Naki, um dos antigos parceiros de Jason que está sendo levado para a prisão de segurança máxima para ghouls conhecida como Cochlea. Durante a missão, eles são atacados por dois ghouls de um olho com máscaras de listras preto e branco. Touka faz uma visita à universidade que Kaneki costumava comparecer, onde tem um encontro com Hideyoshi Nagachika (Hide) que agora está trabalhando como um mensageiro da CCG. |                                           |                         |             |
| 4 | "Camada Profunda" "Shinsō (深層)"         | 30 de janeiro de 2015   | [ 2 ]       |
| Enquanto Amon e Akira visitam a prisão de Cochlea para aprender mais sobre o plano da Aogiri de Donato Porpora, os membros da Aogiri começam uma invasão em Cochlea e libertam a maioria dos ghouls presos. Os dois ghouls de um olho, Kurona e Nashiro Yasuhisa, se encontram com o inspetor idiossincrático Suzuya Juuzou. Kaneki libera o poderoso ghoul Matasaka Kamishiro, mas é atacado e nocauteado por ele. |                                           |                         |             |
| 5 | "Fenda" "Kiretsu (裂目)"                  | 6 de fevereiro de 2015  | [ 2 ]       |
| A batalha em Cochlea se intensifica em várias frentes. Juuzou derrota Kurona e Nashiro Yasuhisa, e Shinohara em sua armadura arata quase mata Ayato. Kaneki sofre uma transformação, gerando um kagune adicional depois de consumir ghouls mortos, no entanto ele é espancado por Amon. Amon lembra da noite em que Kaneki o poupou e então ele hesita, relutante em matar Kaneki. Neste momento, a Coruja de Um Olho aparece, agarra Ayato e Kaneki, e os levam com ele para longe. |                                           |                         |             |
| 6 | "Mil Trajetos" "Chiji (千路)"             | 13 de fevereiro de 2015 | [ 2 ]       |
| Juuzou lembra o momento em que ele era conhecido como Rei, um executor de arena para a ghoul Grande Madame, em seguida, sua aceitação na CCG por Shinohara. Amon e Akira passam algum tempo juntos e desenvolvem uma melhor compreensão uns dos outros. Enquanto isso, a CCG prepara uma força-tarefa para combater a Coruja de Um Olho e a Aogiri. Kaneki tenta dolorosamente controlar seu novo kagune. |                                           |                         |             |
| 7 | "Permeação" "Tōka (透過)"                 | 20 de fevereiro de 2015 | [ 2 ]       |
| Hinami perde Kaneki e não tem certeza do que fazer a respeito. Takatsuki Sen aparece na cafeteria Anteiku e diz a Hinami que em seu estado atual, ela não pode ajudar seu Onii-chan (Kaneki). Takatsuki visita a CCG, e diz a Shinohara sobre a Anteiku, então ele faz uma visita com Juuzou até o local e conhece Yoshimura. Mais tarde, Kaneki aparece na Anteiku e, embora Touka saia correndo de onde estava para vê-lo, ela bate nele ao invés de revelar seus verdadeiros sentimentos por ele. |                                           |                         |             |
| 8 | "Velhos Noves" "Kyū kyū (旧九)"           | 27 de fevereiro de 2015 | [ 2 ]       |
| Yoshimura diz a Kaneki sobre sua vida anterior como o assassino Kuzen e que a Coruja de Um Olho é, de fato, seu filho com uma mulher humana, Ukina. Yoshimura envia Yomo para que leve Touka e Hinami até um local seguro, suspeitando que a CCG descobriu a verdade sobre a Anteiku e está planejando um ataque. |                                           |                         |             |
| 9 | "Cidade em Espera" "Machi mochi (街望)"   | 6 de março de 2015      | [ 2 ]       |
| A equipe da CCG escreve suas notas testamentárias de suas próprias maneiras pessoais, em preparação para uma provável operação mortal em escala total à Anteiku. Eles lançam o ataque usando armas convencionais e especializadas e são saudados pelos grupos Devil Apes e Black Dober com Yoshimura e seus amigos - Yoshimura finge ser a Coruja de Um Olho. Apesar de serem avisados do perigo, Touka e Kaneki dirigem-se para a 20º distrito na tentativa de ajudar seus amigos. |                                           |                         |             |
| 10 | "Última Chuva" "Tsui ame (終雨)"          | 13 de março de 2015     | [ 2 ]       |
| Os amigos de Kaneki da Anteiku são derrotados um por um, até que ele chega para ajudá-los. Juuzou, Shinohara e alguns outros investigadores finalmente derrotaram Yoshimura após uma longa e feroz batalha. Amon enfrenta Kaneki, mas com a vitória à vista da CCG, a verdadeira Coruja de Um Olho aparece antes dos investigadores. |                                           |                         |             |
| 11 | "Dilúvio de Flores" "Mitsuru hana (溢花)" | 20 de março de 2015     | [ 2 ]       |
| A Coruja de Um Olho facilmente derrota Shinohara e Juuzou, e quando a Aogiri se junta à batalha, a CCG é conduzida até uma esquina. Kaneki e Amon enfrentam, e relutantemente se envolvem em batalhas. Eventualmente, o mais forte investigador, Kishō Arima aparece e ataca a Coruja de Um Olho, dando a CCG uma esperança renovada para lutar. Muito machucada, a Coruja de Um Olho consome o corpo de Yoshimura e escapa. Também ferido, Kaneki luta para chegar na Anteiku. Ele acorda na cafeteria e encontra Hide tentando fazer café para ele. |                                           |                         |             |
| 12 | "Ken (研)"                                | 27 de março de 2015     | [ 2 ]       |
| Kaneki se lembra dos tempos alegres na Anteiku. Hide revela que ele sabia que Kaneki era um ghoul depois que Nishiki atacou os dois. Enquanto eles falam, Hide entra em colapso devido a sua perda de sangue e morre nos braços de Kaneki, tendo sido mortalmente ferido no campo de batalha. Quando enfim chega na Anteiku, Touka soluça enquanto assiste a cafeteria ardendo em chamas. Ela persegue Kaneki quando o vê saindo do local, mas é parado por Yomo, que afirma que o último pedido de Yoshimura para ele era para ele protegê-la. Kaneki caminha em direção a CCG, levando o corpo de Hide em seus braços e fica cara a cara com Arima. Após os créditos, é mostrado que Touka abriu uma nova cafeteria. |                                           |                         |             |

### Tokyo Ghoul 3rd (Tokyo Ghoul:Re)
| N° | Título                                                                      | Exibição original   | Referências |
| -- | --------------------------------------------------------------------------- | ------------------- | ----------- |
| 1  | START: Aqueles que Caçam "Karu sha tachi (狩る者たち START)"                | 3 de abril de 2018  |             |
| 2  | member: Fragmento "Kakera (欠片 member)"                                    | 10 de abril de 2018 |             |
| 3  | fresh: A Noite Anterior ao Evento "Zen'yasai (前夜祭 fresh)"                | 17 de abril de 2018 |             |
| 4  | MAIN: Leilão "Ōkushon (オークション MAIN)                                   | 24 de abril de 2018 |             |
| 5  | PresS: Noite de Dissemnação "Chiri yoku yoru (散りよく夜 PresS)             | 1 de maio de 2018   |             |
| 6  | turn: No Final "sono, turn hateni(その、果てに turn)"                       | 8 de maio de 2018   |             |
| 7  | mind: Dia das Recordações "kokorooboe zairishi hibi (心覚え在りし日々 mind) | 15 de maio de 2018  |             |
| 8  | TAKe: Aquele que Contorce "Ugomeku mono (蠢くモノ TAKe)                     | 22 de maio de 2018  |             |

### OVA
| Nº | Título                                                                       | Exibição original      | Referências |
| --- | ---------------------------------------------------------------------------- | ---------------------- | ----------- |
| 1 | "Tokyo Ghoul: JACK" "Tōkyō Gūru [JACK] (東京喰種トーキョーグール [JACK])"    | 30 de setembro de 2015 | ASA         |
| A história apresenta um jovem investigador especial sério, Kishou Arima, na escola secundária, onde primeiro conhece o despreocupado Taishi Fura que se junta a ele na caça de ghouls no 13º distrito. Mais tarde, ambos se tornaram investigadores especiais na CCG, mas mantêm suas atitudes opostas originais.                                                                                   |                                                                              |                        |             |
| 2 | "Tokyo Ghoul: PINTO" "Tōkyō Gūru [PINTO] (東京喰種トーキョーグール [PINTO])" | 25 de dezembro de 2015 | ASA         |
| A história apresenta Shuu Tsukiyama, o "Gourmet", durante os anos de ensino médio, e Chie Hori. Eles se conhecem quando ela fotografa Tsukiyama matando um atleta e depois quando está prestes a comê-lo por causa do tom de seu corpo. Ela não se interessou por expôr-lo como um Ghoul e parece completamente perdida em seu próprio mundo, fotografando qualquer coisa que atenda seu interesse. |                                                                              |                        |             |

## Lançamento em DVD/Blu-Ray
A série foi lançada em quatro volumes no formato de DVD e Blu-Ray .